# Santiago Socino
Pas d'image ? Cliquez ici

a Compétitions nationales et continentales officielles uniquement.

b Matchs officiels uniquement.
Dernière mise à jour le 20 octobre 2024.
Santiago Gabriel Socino, né le 7 mai 1992 à Buenos Aires, est un joueur international argentin de rugby à XV, jouant au poste de talonneur.
Il est le frère cadet du centre Juan Pablo Socino, lui aussi international argentin.

## Biographie

### Carrière en club
Socino est initialement formé dans le Rugby Club Los Matreros, en Argentine. En 2013, il part lancer sa carrière en Angleterre. Il joue à Hull pour les deux clubs de la ville, Hull RUFC et les Hull Ionians. Il est repéré par le club professionnel des Newcastle Falcons, avec qui il signe en 2015. Il est d'abord prêté à des clubs moins prestigieux, une saison à Darlington Mowden Park et la saison suivante aux Rotherham Titans (2e division), il joue avec les Falcons entre 2017 et 2019, un temps de jeu plutôt léger (moins de 500 minutes par an), mais qui lui permet d'évoluer en première division, dans le Challenge européen et même en Coupe d'Europe. En 2019, il reçoit la visite du sélectionneur argentin Mario Ledesma, qui tente de rapatrier en Argentine des joueurs de niveau international. Socino se laisse convaincre et signe avec les Jaguares pour la Saison 2019 de Super Rugby. En sa présence, la franchise argentine atteint pour la première fois la finale de la compétition.
En 2024, il quitte Gloucester pour rejoindre le SU Agen, évoluant alors en Pro D2.

### Carrière internationale
Il reçoit sa première cape en tant que remplaçant lors du match de Rugby Championship 2019 contre l'Australie. Il est ensuite retenu parmi les 31 joueurs argentins disputant la Coupe du monde au Japon.
Il est brièvement suspendu par Fédération argentine de rugby en décembre 2020 à la suite de la découverte de propos xénophobes, sexistes et classistes tenus sur les réseaux sociaux entre 2011 et 2013.

## Palmarès

### En club
- Jaguares
  -  Finaliste du Super Rugby en 2019

### Distinctions personnelles
- Meilleur marqueur d'essais du Challenge européen en 2022 (5 essais)